# أنجيلا هانا
أنجيلا هانا (بالإنجليزية: Angela Hannah)‏ هي راكبة الكنو بريطانية، ولدت في 23 مارس 1986 في هراري في زيمبابوي.

## وصلات خارجية
- أنجيلا هانا على موقع الاتحاد الدولي للكانو (الإنجليزية)
- أنجيلا هانا على موقع اللجنة الأولمبية الدولية (الإنجليزية)
- أنجيلا هانا على موقع أوليمبيديا (الإنجليزية)
- أنجيلا هانا على موقع اللجنة الأولمبية البريطانية (الإنجليزية)